# آدرومیسگاس
 آدرومیسگاس(نام علمی: Adromischus) نام یک سرده از تیره گل‌نازیان است.
زادگاه آن آفریقای جنوبی و یکی از سازگارترین گیاه خانگی یا گلخانه ای است.
ریشه‌های آن ضخیم و ریزوم مانند است که اندام هوایی را به‌خوبی نگهداشته است.
زیبایی آدرومیسگاس به نقاط روی برگها در متن سبز خاکستری است که شرح آن غیرقابل وصف است.
اندازه آن خیلی بزرگ نمی‌شود و با مواظبت حداکثری از نقطه نظر نور و حرارت، رنگ‌بندی روی برگها توسعه می‌یابد و شاخه گل‌دهنده آن در اواخر تابستان ظاهر می‌شود. هر برگ می‌تواند یک گیاه جدید تولید کند.